# Astochia cirrisetosa
Astochia cirrisetosa là một loài ruồi trong họ Asilidae. Astochia cirrisetosa được Daniels miêu tả năm 1983. Loài này phân bố ở miền Australasia.